# 曹仆浑
曹仆浑（？—447年），北魏稽胡（又称步落稽、山胡）起事首领。
魏太武帝太平真君八年（447年）正月，曹仆浑率吐京（治今山西石楼县）稽胡举兵反北魏，阻险拒守，抗击魏军。后西渡黄河，据山以自固，招引朔方（治魏平，治今陕西清涧县）诸胡。二月，北魏高凉王拓跋那和征东将军·武昌王拓跋提联军袭击曹仆浑。曹仆浑兵败被杀，部众死者万人。